# Chelly Wilson
Chelly Wilson (ur. 1908 w Salonikach, zm. 1994) – amerykańska przedsiębiorczyni grecko-żydowskiego pochodzenia.

## Życiorys
Urodziła się w 1908 r. w Salonikach jako Rachel Serrero, w głęboko wierzącej rodzinie żydowskiej, wywodzącej się z hiszpańskich Żydów. W jej domu rodzinnym posługiwano się dialektem ladino, ale oprócz tego nauczyła się języka greckiego, a w szkole także francuskiego. W młodości grała na skrzypcach i chciała zostać lekarką. Była lesbijką, ale zgodnie z wolą rodziców zawarła zaaranżowane małżeństwo (jej mężem został Moise Bourla) i urodziła dwoje dzieci. Nie była jednak chętna do opieki nad dziećmi, gdyż szybko po urodzeniu pierwszego z nich (syna Daniela) wyjechała do Paryża. Szybko wróciła jednak do Salonik pod wpływem presji ojca. Małżeństwo to szybko zakończyło się rozwodem, a w wyniku sprawy rozwodowej straciła prawa do opieki nad synem, otrzymując wyłącznie opiekę nad dopiero co urodzoną córką Paulette. Wraz z córką wyjechała do Aten. Po wybuchu II wojny światowej zostawiła córkę pod opieką nieżydowskiej przyjaciółki i ostatnim statkiem popłynęła do USA, do Nowego Jorku.
W Stanach Zjednoczonych osiadła w Nowym Jorku i początkowo sprzedawała hot dogi z ciężarówki, a także ponownie wyszła za mąż za Rexa Wilsona, który był operatorem projektorów kinowych. Mąż stał się jej biznesowym partnerem. Z tego małżeństwa miała jedną córkę, Bondi. Wkrótce potem kupiła kino Tivoli znane z wyświetlania pornografii. Dzięki złej renomie lokalu Wilson mogła kupić je po przystępnej cenie. Początkowo zamierzała promować w nim dzieła greckiej kultury i w związku z tym pokazywała w nim greckie filmy. Zarobione pieniądze wysyłała do okupowanej Grecji, wspierając ruch oporu. W 1947 r. wróciła do Aten po córkę, a w Palestynie odzyskała syna, który uciekł z Grecji.
Kino zaczęło jednak podupadać, a Wilson musiała zastąpić codzienne seanse cotygodniowymi. W związku z tym przemianowała Tivoli na Adonisa i zaczęła wyświetlać filmy pornograficzne. Zmiana profilu działalności przyniosła Wilson znaczny sukces i rosnące zyski. W następnych latach dokupowała kolejne kina (Eros, Venus, Capri, Adonis, Lido i Cameo). Początkowo w jej kinach wyświetlane były wyłącznie filmy soft porn, ale po zakupie szóstego kina Wilson zaczęła wyświetlać także twardą pornografię. W 1968 r. stała się pionierką gejowskiej pornografii, którą wyświetlała w kinie Adonis. Stało się ono wówczas jednym z pierwszych kin wyświetlających wyłącznie gejowską pornografię, ale ze względu na brak dostatecznych źródeł nie jest możliwe ustalenie, czy i ile takich lokali powstało przed otwarciem kina Wilson. Była też prawdopodobnie pierwszą osobą, która sprowadziła do Nowego Jorku homoseksualne filmy erotyczne. Ponadto mieszkała w lokalu nad jedynym ze swoim kin – Erosem.
Z czasem Wilson zaczęła zajmować także produkcją filmów i w tym celu założyła firmę Chelly Films, a później także przedsiębiorstwo Variety Films, które produkowało bardziej prowokacyjne rodzaje pornografii. W latach 1970. była najbardziej wpływową Greczynką w Nowym Jorku. W latach 1980. jej działalność znalazła się w obszarze zainteresowania FBI, które zwalczało twardą pornografię. Wybrany w 1993 r. nowy burmistrz Nowego Jorku Rudy Giuliani w ramach swojej kadencji zrealizował m.in. obietnicę likwidacji w mieście kin pornograficznych.
Zmarła w 1994 roku i zgodnie z jej ostatnią wolą po jej pogrzebie wyprawiono przyjęcie.
Poświęcony jej został film Królowa nowojorskich kin porno w reżyserii Valerie Kontakos.